# Динич, Михаило
Михаило Динич (серб. Михаило Динић; 23 апреля 1899, с. Лучица, Королевство Сербия (ныне городское поселение Пожаревац) — 12 мая 1970, Белград) — югославский сербский историк, педагог.
С 1947 года — член-корреспондент, с 1955 года — действительный член Сербской академии наук и искусств.
В 1930 году окончил Венский университет. С 1940 года — профессор Белградского университета. Во время Второй мировой войны 1939—1945 находился в немецко-фашистских концлагерях.
Специалист по истории Сербии и Боснии периода феодализма. Опубликовал ряд исторических документов из архива Дубровника.

## Избранные труды
- Граћа за истоиjy Београда у средњем веку, Београд, 1951;
- За исторijy рударства у староj Србиjи и Босни, Београд, 1955.
- Одлуке већа Дубровачке републике, в кн.:
- Зборник за историjу, jезик и књижевност српског народа, З од., књ. 15, Београд, 1951;